# Becerril
Becerril is een gemeente in het Colombiaanse departement Cesar. De gemeente telt 13.584 inwoners (2005).

## Beschrijving
Binnen de gemeentegrenzen ligt het gebergte Serranía del Perijá, op de grens met Venezuela. De rest van de gemeente is vlak. Door Becerril stromen de rivieren Maracas en Tocuy.
Aguachica · Astrea · Becerril · Bosconia · Chimichagua · Chiriguaná · Agustín Codazzi · Curumaní · El Copey · El Paso · Gamarra · González · La Gloria · La Jagua de Ibirico · La Paz Robles · Manaure · Pailitas · Pelaya · Pueblo Bello · Río de Oro · San Alberto · San Diego · San Martín · Tamalameque · Valledupar